# Východní provincie (Slovensko)

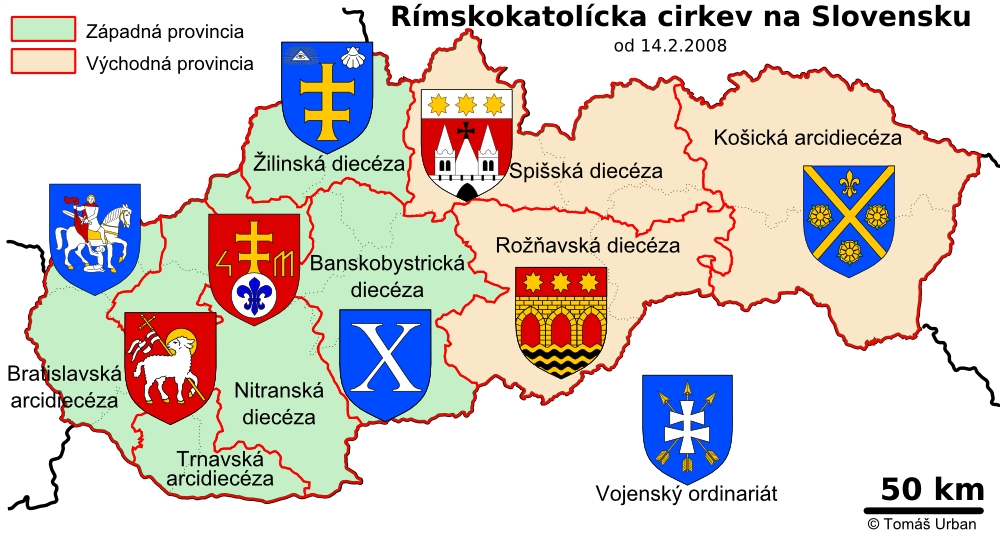
Východní provincie a její diecéze

Východní (východoslovenská, košická) římskokatolická církevní provincie (do roku 2008 Košická provincie) na Slovensku vznikla 31. března 1995 rozdělením do té doby jediné Slovenské církevní provincie (existující od roku 1977) na Bratislavsko-trnavskou (nynější Západní) a Košickou provincii. Skládá se z těchto diecézí:
- metropolitní arcidiecéze košická
- diecéze spišská
- diecéze rožňavská